# 노로 카요
노로 가요(野呂 佳代, 1983년 10월 28일 ~ )는 일본의 가수이자 탤런트이다. 여성 아이돌 그룹 AKB48와 SDN48의 전 구성원이었다.
도쿄도 출신이며, 소속사는 오오타 프로덕션이다.

## 친구
오오시마 유코.시노다 마리코.마에다 아츠코

## 참가곡

### 싱글

#### AKB48 시대
- 아이타캇타

#### SDN48 시대
- GAGAGA
  - 고독의 러너
- 사랑, 주세요에 수록.
  - 천국의 도어는 3번째의 벨로 열린다 - 언더걸즈 A 명의
- MIN・MIN・MIN에 수록.
  - 조르는 샴페인 - 언더걸즈 A 명의
- 설득하면서 아자부쥬반 duet with 미노 몬타
- 억지 콩그레츄레이션
  - 끝나지 않는 앵콜

### 앨범

#### SDN48 시대
- NEXT ENCORE에 수록.
  - 1캘런의 땀

## 출연

### 영화
- 2004년 《짱구는 못말려 극장판: 태풍을 부르는 노래하는 엉덩이 폭탄!》
- 2007년 《전염가》

### 드라마
- 2008년 《시오리와 시미코의 괴기사건부》
- 2010년 《마지스카 학원》 최종화